# 71-es főút (Magyarország)
A 71-es számú főút a Balaton északi partján végig haladó út, a 7-es a 76-os főutakat köti össze. Hossza 116 km.

## Fekvése
A 7-es főút Lepsény és Siófok közötti szakaszából indul. Keresztezi az M7-es autópályát, majd nyugat felé haladva a legtöbb Balaton-parti településen keresztülhalad a tó északi partján. Keszthelyt megkerülve az út dél felé fordul és Fenékpuszta közelében a 76-os főútba csatlakozik.
Balatonfűzfőnél a 72-es főút ágazik ki a 8-as főút felé. Csopaknál a 73-as főút Veszprém felé. Balatonedericsnél pedig a 84-es főút Sümeg-Sárvár-Sopron felé.

## Története
A főút egy keskeny, de részben még mindig használt római kori út tóhoz közelebbi utódaként épült meg, nyomvonaluk néhol meg is egyezik.
2014 májusában megújult a 71-es és 84-es főút csomópontja és a rávezető főúti szakaszok Balatonedericsnél.
Egy 1,143 kilométeres szakaszát (a 100+445 és a 101+588 kilométerszelvények között) 2019 második felében újítják fel, a Magyar Falu Program útjavítási pályázatának I. ütemében, a Zala megyei Gyenesdiás település területén.

## Települései
Az út a következő településeken halad keresztül:
- Lepsény
- Balatonakarattya
- Balatonkenese
- Balatonfűzfő
- Balatonalmádi
- Alsóörs
- Paloznak
- Csopak
- Balatonfüred
- Aszófő
- Örvényes
- Balatonudvari
- Balatonakali
- Zánka
- Balatonszepezd
- Révfülöp
- Balatonrendes
- Ábrahámhegy
- Badacsonytomaj
- Balatonederics
- Balatongyörök
- Vonyarcvashegy
- Gyenesdiás
- Keszthely